# Grant Geissman
Grant Geissman (California, 13 aprile 1953) è un chitarrista, produttore discografico e musicista statunitense.

## Biografia
Ha composto, insieme a Jeff Beal, la colonna sonora della serie TV Detective Monk 
Tra i tanti artisti con cui ha collaborato, si ricorda la sua partecipazione in album di Ringo Starr, Liza Minnelli e Chuck Mangione.